# Ле-Кастелле (Альпы Верхнего Прованса)
Ле-Кастелле́ (фр. Le Castellet, окс. Lo Castelet) — коммуна во Франции, находится в регионе Прованс — Альпы — Лазурный Берег. Департамент коммуны — Альпы Верхнего Прованса. Входит в состав кантона Ле-Ме. Округ коммуны — Динь-ле-Бен.
Код INSEE коммуны — 04041.

## Население
Население коммуны на 2008 год составляло 257 человек.
| 1962 | 1968 | 1975 | 1982 | 1990 | 1999 | 2008 |
| ---- | ---- | ---- | ---- | ---- | ---- | ---- |
| 139  | 125  | 151  | 186  | 172  | 202  | 257  |

## Климат
Климат средиземноморский. Зимы прохладные, с частыми морозами, лето жаркое и сухое, иногда с грозами.
| Показатель                                                              | Янв. | Фев. | Март | Апр. | Май  | Июнь | Июль | Авг. | Сен. | Окт. | Нояб. | Дек. | Год   |
| ----------------------------------------------------------------------- | ---- | ---- | ---- | ---- | ---- | ---- | ---- | ---- | ---- | ---- | ----- | ---- | ----- |
| Средний суточный максимум, °C                                           | 8,4  | 10,4 | 13,5 | 16,8 | 20,9 | 24,9 | 29,0 | 28,4 | 24,6 | 19,2 | 12,8  | 9,1  | 18,2  |
| Средняя температура, °C                                                 | 4,0  | 5,4  | 7,9  | 11,0 | 14,7 | 18,5 | 21,9 | 21,3 | 18,1 | 13,5 | 8,0   | 4,8  | 12,4  |
| Средний суточный минимум, °C                                            | −0,4 | 0,5  | 2,3  | 5,2  | 8,4  | 12,0 | 14,8 | 14,3 | 11,7 | 7,8  | 3,2   | 0,4  | 6,7   |
| Норма осадков, мм                                                       | 51,8 | 58,2 | 58,0 | 67,2 | 73,4 | 61,3 | 40,7 | 61,3 | 59,3 | 81,5 | 64,6  | 58,8 | 735,8 |
| Источник: Archives climatologiques mensuelles - Saint-Auban (1961-1990) |      |      |      |      |      |      |      |      |      |      |       |      |       |

## Экономика

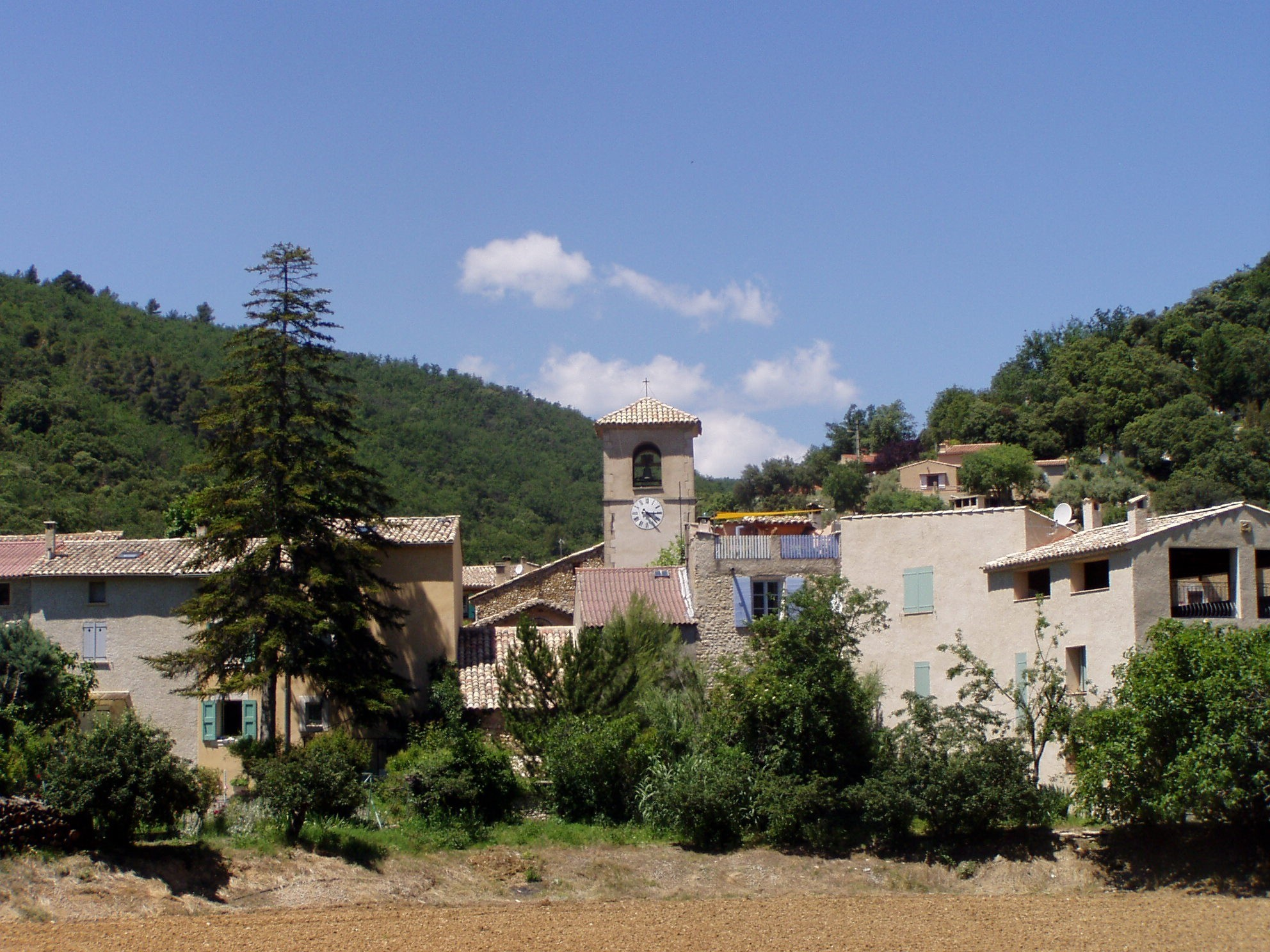
Ле-Кастелле

В 2007 году среди 151 лица в трудоспособном возрасте (15—64 лет) 111 были экономически активными, 40 — неактивными (показатель активности — 73,5 %, в 1999 году было 62,0 %). Из 111 активных работали 98 человек (57 мужчин и 41 женщина), безработных было 13 (5 мужчин и 8 женщин). Среди 40 неактивных 12 человек были учениками или студентами, 17 — пенсионерами, 11 были неактивными по другим причинам.

## Достопримечательности
- Приходская церковь Сен-Пьер в романском стиле (1622 год)
- Замок Тейя (XVII век)
- Фонтан Бернар (1695 год)
- Мельница